# Шумска бљувара
Мала бљувара (Russula emetica) је слабије отровна, или пак због љутине и мучна укуса. Успијева на сушим стаништима.

## Клобук
Величине је 2,5-5,5 cm, у младости полулоптаст, касније тек нешто ниже јастучасто испупчен или с јамицом у средини, али и даље с надоле заобљеним рубом; млађи руб гладак, старији понекад и уско ребраст. Кожица љепљива и глатка, сјаји се барем на тјемену, старија бијело замагљена; скида се до 3/4, али, танка пуца. У почетку, а често и трајно, живоцрвена, у тону трешње, у старијих долази до мањег мрљастог или већег облачастог избљеђења - у ружичасто, крем или готово бијело.

## Листићи
Листићи су равно или мало силазно прирасли, раздалеки иако танки, понекад рачвасти или са ситним жилицама при дну; уз руб, гдје су најшири, широки око 5 mm; оштрица цијела. Бијели, у старијих с плавичастозеленим или лимунским одсјајем. Нису иако ломљиви, не фрцају кад приеђемо преко њих прстом.

## Отрусина
Отрусина је бијела.

## Стручак
Величине је 3-6/0,6-1,2 cm ваљкаст или према дну батинасто задебљан. Бијел, од додира и сушењем пожути. Крхко-мекан, лако гњије, често уздуж наборан; пун, старији коморасто или потпуно шупаљ.

## Месо
Месо је доста дебело, врло дробљиво, бијело и под кожицом. Укус врло љут, мирис на суве крушке.

## Хемијске реакције
На гвајак и формол ружичаста.

## Микроскопија
Споре hyaline, ovoidne, са до 1 mi дугим, дјелимично повезаним иглицама, 7,5-10/6-8 mi. Cystide у SV готово црне, с нагло утањеним, али не оштрим врхом.

## Станиште и распрострањеност
Наша најзаступљенија бљувара, једини варијетет који успијева на сушим стаништима. У храстовим, кестеновим и буковим шумама, било у звјездастој маховини (Polytrichum commune), било на пањевима и у дупљама. Расте у истим крајевима гдје и ружиичаста красница. Russula rosea Quel, нељута и јестива. У црногорици рјеђа. У свим републикама, највише у средишњој Хрватској и на Долењском.

## Доба
VI-X

## Јестивост
Слабије отровна, или пак због љутине и мучна укуса само нејестива.

## Сличне врсте
Прва бљувара, Russula emetica Fr, успијева само на мочварним или веома влажним тлима, те је у нас много рјеђа. Она је већа ( клобук 6-10 cm ), има оштар, а не заобљен руб, те месо под кожицом црвено. - Маиреова бљувара. Russsula rubicunda Pelt, разликује се по дебљим и ломљивим листићима, те мирисом на мед при сушењу. - Далматинска бљувара. масовна у Далмацији и сусједним подручјима, одмах се може разликовати по жутим зрелим листићима и загаситокрем до окер отрусини. Мање љута од осталих бљувара, више горка; ипак нејестива.